# Chalancey
Chalancey település Franciaországban, Haute-Marne megyében. Lakosainak száma 116 fő (2022. január 1.). Chalancey Mouilleron, Vaillant, Vesvres-sous-Chalancey, Cussey-les-Forges, Vernois-lès-Vesvres és Vals-des-Tilles községekkel határos.

## Népesség
A település népességének változása:
| Lakosok száma | 172  | 133  | 124  | 129  | 105  | 104  | 105  | 105  | 106  | 116  |
|               | 1968 | 1982 | 1990 | 2006 | 2013 | 2015 | 2017 | 2019 | 2020 | 2022 |